# Friedrich von Hügel
Friedrich Maria Aloys Franz Karl von Hügel (5 de maig de 1852, Florència, Itàlia - † 27 de gener de 1925) fou un especialista en dret canònic, teòleg modernista, escriptor religiós i apologista cristià austríac, si bé va néixer a Itàlia i desenvolupà la majoria de la seva carrera al Regne Unit.

## Biografia
Von Hügel va néixer circumstancialment a Florència, fill de Charles von Hügel, qui es trobava servint com a ambaixador d'Àustria davant del Gran Duc de la Toscana, i mare escocesa, Elizabeth Farquharson, qui s'havia convertit al catolicisme.
S'educà en forma privada i el 1867, quan tenia quinze anys, la seva família va traslladar-se a Anglaterra, on romangué la resta de la seva vida.
El 1873 es casà amb Mary Catherine Herbert, filla del polític Sidney Herbert, amb qui tingué tres filles: Gertrude, Hildegarde i Thekla.
Friedrich mantingué la nacionalitat austríaca fins al 1914, quan el Regne Unit declarà la guerra a Àustria. Sol·licità la nacionalitat britànica, que li fou concedida el desembre d'aquell any.
Estudiós autodidacta de la Bíblia, lingüista fluid en francès, alemany i italià, així com en anglès, i mestre de temes diversos, mai no va exercir cap càrrec a l'Església Catòlica, ni en cap universitat, i no obtingué cap diploma universitari. Tanmateix, se'l menciona freqüentment juntament amb John Henry Newman com un dels pensadors catòlics més influents de la seva època.

## Pensament teològic
La seva contribució més duradora al pensament teològic són els seus «tres elements». L'ànima humana, els moviments de la civilització occidental i el fenomen propi de la religió els caracteritzà mitjançant aquests tres elements: l'element històric-institucional, l'element científic-intel·lectual i l'element místico-empíric.
Aquesta tipificació li proveeix un coneixement de l'equilibri, tensió i fricció que hi ha en el pensament religiós i en la complexitat de la realització de l'existència. Mentre que ocasionalment es produeix una digressió envers un trinitarisme forçat, en un paradigma organitzatiu que roman central en el seu projecte. L'esforç per sostenir-lo dispara nous camps que dominen teològicament i estructural la seva obra. El seu amic George Tyrrell observà que «tota la vida, d'acord amb von Hügel, consisteix en una pacient lluita contra elements irreconciliables, una progressiva unificació que mai no encaixa».
The Mystical Element of Religion és un estudi crític però molt apreciatiu de la filosofia del misticisme. Òbviament l'obra presenta de diverses maneres els perills potencials del misticisme, però remarca que l'impuls místic és un dels tres elements en conjunt constitueix la rica complexitat de l'existència.